# Глава администрации
Глава́ администра́ции — должность руководителя исполнительной власти муниципальных образований.

## Россия
В Российской Федерации глава администрации — руководитель исполнительной власти муниципального образования.

## Украина
Глава имеет права утверждать основные положения филиалов и их представительств на территории и за пределами Украины. Определяет порядок оставшуюся прибыль после налогов, сборов и других обязательных платежей в бюджет. Решение об использовании резервного фонда принимается главой Администрации. Глава, согласно Административному Праву Украины, назначается президентом. Заместители назначаются уже самим главой.

### Права
Глава госадминистрации имеет следующие права:
- Утверждать основные направления и планы деятельности Администрации.
- Предписать приказ.
- Представлять Администрацию.
- Утвердить положения о структурных подразделениях Администрации.
- Принимать и увольнять с должностей.
- Выдавать доверенности на осуществление действий от имени Администрации.
- Установить степень ответственности своих заместителей, исполнительного директора и руководителей структурных подразделений.
- Принимать решения по проведению аудита финансово-хозяйственной деятельности Администрации.